# Il nero muove
Il nero muove è un lungometraggio italiano del 1977 diretto da Gianni Serra, trasformato in una miniserie televisiva per la Rai in due puntate, andate in onda sulla Rete 2 il 15 ed il 17 novembre 1977.

## Trama
Il film tratta l'eversione fascista al tempo dei fatti di Reggio Calabria, del 1970. Una ragazza, amante occasionale di un magistrato, va a un appuntamento nella sua casa e trova l'uomo riverso sul letto, assassinato. Salendo le scale aveva incrociato il probabile killer, in fuga precipitosa. Timorosa di possibili grane con la polizia, la ragazza scappa dalla città del nord Italia dove vive. Chiede un passaggio ad un uomo, apparentemente incontrato per caso. L'uomo le procura una serie di ospitalità, la affida a una rete di “amici”, le organizza un viaggio “protetto” che porta la ragazza in varie tappe fino a Reggio Calabria, devastata dai disordini dei “boia chi molla”. Qui le viene proposto, in cambio di una nuova identità con documenti falsi, di collaborare affinché venga eliminato un giornalista tedesco che sta conducendo un'inchiesta pericolosa sulle trame fasciste e i disordini di Reggio. La ragazza accetta, consapevole da tempo che la sua strana avventura era stata organizzata per il timore che l'assassino del magistrato potesse essere smascherato, e collegato col gruppo fascista al quale appartiene, dalla testimonianza della ragazza, se fermata dalla polizia. La ragazza adesso è libera di espatriare, e parte. Non sa che sua madre sta recuperando gli indirizzi via via, per precauzione e diffidenza, avuti da lei: gli indirizzi della rete eversiva fascista che denuncerà.

## Produzione
Il film è stato girato in tutta Italia, in varie città e paesi situati tra il Lago di Garda e Reggio Calabria, Taranto, Bari. Ha collaborato per i sopralluoghi Francesco Laudadio (barese).

## Distribuzione
La distribuzione Sacis ha portato il film anche in Germania e in Francia.